# Xeon

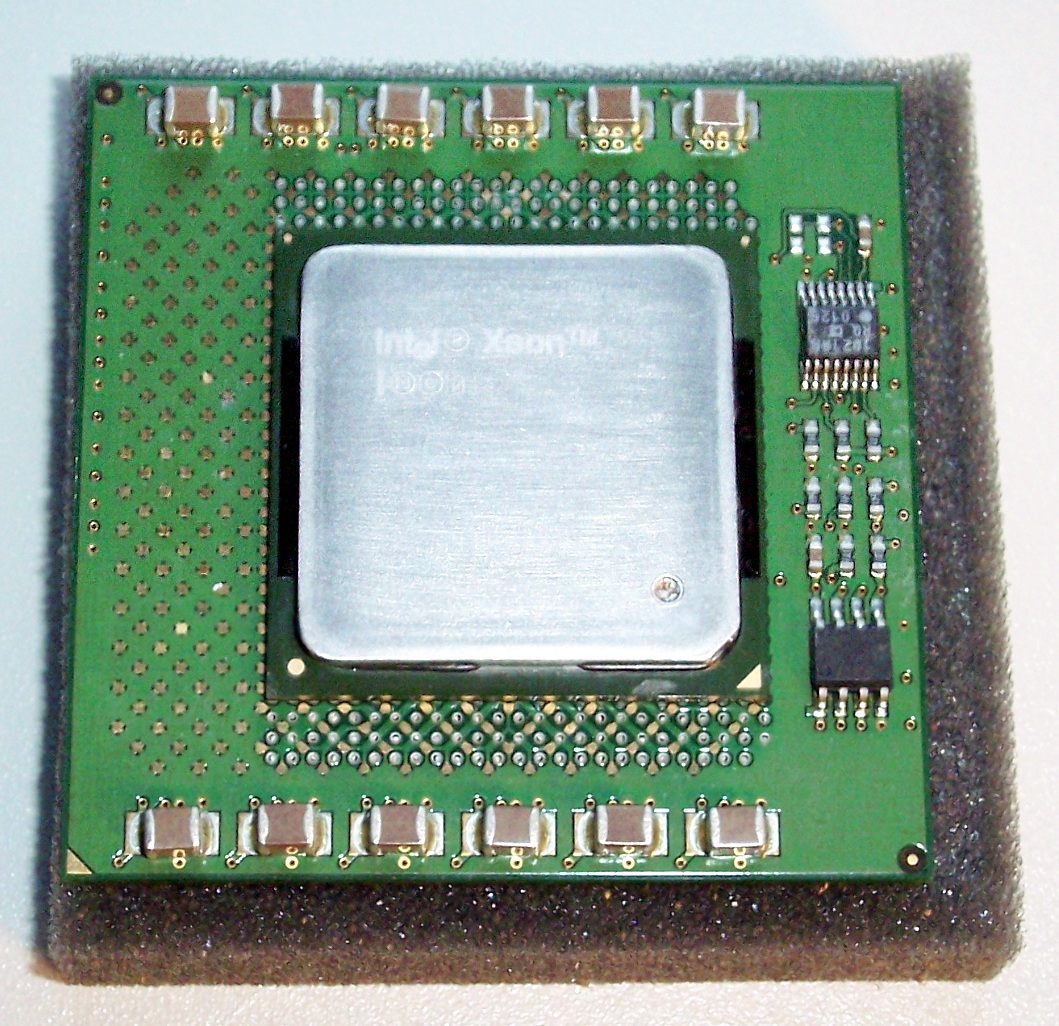
Intel Xeon DP 1,7 GHz

Xeon (IPA [ˈziːɒn]) – serwerowa rodzina procesorów firmy Intel, która wyewoluowała z procesorów Pentium II, jako następca dla użytkowników układów Pentium Pro. Pierwszy procesor taktowany był zegarem 450 MHz. Rodzina Xeonów przeznaczona jest na rynek serwerów na co wskazuje wyższa wydajność, zwiększona ilość pamięci podręcznej poziomu L2 i L3 oraz możliwość pracy w konfiguracji wieloprocesorowej.